# Ernie Wilhelmi
Ernie Wilhelmi, geborene Erna Wilhelm (* 7. November 1922 in Kassel; † 13. August 2007 in München; auch: Erni Wilhelm; Erni Wilhelmi) war eine deutsche Schauspielerin und Hörspielsprecherin.

## Leben
Ernie Wilhelmi wuchs als Tochter des Kaufmanns Friedrich Karl Wilhelm und dessen Frau Leni, geb. Elers, in Kassel auf, wo sie die Luisenschule besuchte und von 1937 bis 1940 eine Schauspielausbildung bei Luise Glau absolvierte. 1940 erhielt die junge Schauspielerin ein erstes Engagement am Stadttheater Würzburg / Kurtheater Kissingen (Rollenfach: jugendliche Sentimentale) und in dessen Rahmen auch Gesangs- und Ballettunterricht. In den nächsten Jahren folgten weitere Engagements am Kurtheater Zopott (1941), am Schauspielhaus Hamburg (1942) sowie am Thalia Theater Hamburg (1945).
Ihr fünftes und wichtigstes Engagement führte sie 1948 nach München an die Kammerspiele. Bis 1967 ist sie Ensemblemitglied an dieser Bühne gewesen. Hauptrollen und große Parts erhielt sie in Inszenierungen von Erich Engel, Harry Buckwitz, Bertolt Brecht, Hans Schweikart, August Everding, Erwin Piscator. So spielte sie 1949 unter Schweikarts Regie in der (westdeutschen) Uraufführung von Brechts Herr Puntila und sein Knecht Matti die Eva und 1950 in Brechts eigener Inszenierung seines Stücks Mutter Courage und ihre Kinder an der Seite von Therese Giehse die Kattrin. Als einer ihrer größten Bühnenerfolge gilt ein weiteres Stück von Bertolt Brecht, Der gute Mensch von Sezuan (1955, Doppelrolle: Shen Te und Shui Ta; Regie: Schweikart), wieder mit Therese Giehse als Partnerin.
Ernie Wilhelmi und ihr Kollege Hans-Christian Blech, in Stücken wie Zum goldenen Anker (Marcel Pagnol) von der Presse als »klassisches Liebespaar der Münchner Kammerspiele« gefeiert, heirateten 1952. Die Ehe wurde 1959 geschieden, aber bis zu Blechs Tod 1993 verband die beiden eine enge Freundschaft.
Für ihre letzte Rolle an den Münchner Kammerspielen (in dem Zwei-Personen-Stück La Musica von Marguerite Duras, Regie: Schweikart, Partner: Horst Tappert) ward Ernie Wilhelmi abermals von der Presse gelobt und vom Publikum geliebt. Doch die Schauspielerin schien unzufrieden mit der Rollenzuteilung an den Kammerspielen und begann, sich mehr und mehr vom Theater zurückzuziehen. 1970 spielte sie am Schauspielhaus Zürich noch die Titelrolle in Hartmut Langes Die Gräfin von Rathenow (nach Kleist), ehe sie sich 1975 am Schauspielhaus Bochum und auf Tournee mit James Saunders’ Michael Kohlhaas (ebenfalls nach Kleist; Titelrolle: Hans-Christian Blech) endgültig von der Bühne verabschiedete.
In den fünfziger Jahren hatte Ernie Wilhelmi zwar in drei Fernsehspielen mitgewirkt, aber davon abgesehen trat sie während ihrer Zeit an den Münchner Kammerspielen nie vor die Kamera. Nach ihrem Abschied vom Theater übernahm sie ab Mitte der siebziger Jahre lediglich einige wenige kleinere Rollen in Fernsehspielen für Regisseure wie Tom Toelle und Hans W. Geißendörfer, in denen in der Regel auch Hans-Christian Blech mitwirkte. Zum Mikrofon hatte sie ein ungleich weniger gespaltenes Verhältnis: Nach einer ganzen Reihe von Hörspielen, in denen sie in den fünfziger Jahren mitwirkte, besprach sie in den neunziger Jahren auch Hörbücher. Von 1997 bis zu ihrem Tod leitete sie gemeinsam mit ihrem Lebenspartner, dem Schauspieler und Sprecher Jan Koester, die NOA NOA Hörbuch-Edition.

## Theater (ab Spielzeit 1948/49)

### Münchner Kammerspiele
- 1948: Lydia in Eins, zwei, drei von Ferenc Molnár, Regie: Alfred Erich Sistig, Premiere: 29. September 1948
- 1949: Eva in Herr Puntila und sein Knecht Matti von Bertolt Brecht, Regie: Hans Schweikart, Premiere (westdeutsche Erstaufführung): 9. Januar 1949
- 1949: Lucy in Die Dreigroschenoper von Bertolt Brecht, Regie: Harry Buckwitz, Premiere: 27. April 1949
- 1949: Fanny in Zum goldenen Anker von Marcel Pagnol, Regie: Bruno Hübner, Premiere: 4. Juni 1949
- 1949: Mary Suffolk in Die sechste Frau von Max Christian Feiler, Regie: Axel von Ambesser, Premiere: 26. Oktober 1949
- 1949: Diana in Ende gut, alles gut von William Shakespeare, Regie: Hans Schweikart, Premiere: 31. Dezember 1949
- 1950: Aurélie in Madame Aurélie von Marcel Pagnol, Regie: Friedrich Domin, Premiere (deutsche Erstaufführung): 1. Februar 1950
- 1950: Kattrin in Mutter Courage und ihre Kinder von Bertolt Brecht, Regie: Bertolt Brecht, Premiere: 8. Oktober 1950
- 1950: Beatrice in Viel Lärm um nichts von William Shakespeare, Regie: Hans Schweikart, Premiere: 18. Dezember 1950
- 1951: Toinette in Der eingebildete Kranke von Molière, Regie: Axel von Ambesser, Premiere: 20. Februar 1951
- 1951: Atala in Häuptling Abendwind oder Das gräuliche Festmahl von Johann Nestroy, Regie: Axel von Ambesser, Premiere (deutsche Erstaufführung): 20. Dezember 1951
- 1952: Isabelle in Intermezzo von Jean Giraudoux, Regie: Friedrich Domin, Premiere: 8. Januar 1952
- 1952: Mary McLeod in Polizeirevier 21 von Sidney Kingsley, Regie: Hans Schweikart, Premiere: 15. Februar 1952
- 1952: Pauline Piperkarcka in Die Ratten von Gerhart Hauptmann, Regie: Hans Schweikart, Premiere: 8. November 1952
- 1952: Anna in Feuerwerk von Erik Charell und Jürg Amstein, Regie: Franz Josef Wild, Premiere: 8. Dezember 1952
- 1955: Shen Te / Shui Ta (Doppelrolle) in Der gute Mensch von Sezuan von Bertolt Brecht, Regie: Hans Schweikart, Premiere: 30. Juni 1955
- 1955: Peter in Peterchens Mondfahrt von Gerdt von Bassewitz, Regie: August Everding, Premiere: 26. November 1955
- 1959: Gittel Mosca in Spiel zu zweit von William Gibson, Regie: August Everding, Premiere: 3. Januar 1959
- 1959: Elisabeth in Don Carlos von Friedrich Schiller, Regie: Erwin Piscator, Premiere: 26. September 1959
- 1959: Marja in Die Besessenen von Albert Camus (nach Dostojewski), Regie: Hans Schweikart, Premiere: 20. Oktober 1959
- 1961: Agnes in Der Apollo von Bellac von Jean Giraudoux, Regie: August Everding, Premiere: 16. April 1961
- 1961: Grusche in Der kaukasische Kreidekreis von Bertolt Brecht, Regie: Hans Schweikart, Premiere: 28. Juni 1961
- 1961: Rachel in Wassa Schelesnowa von Maxim Gorki, Regie: Kurt Horwitz, Premiere: 23. Oktober 1961
- 1966: Ruth in Die Heimkehr von Harold Pinter, Regie: Dieter Giesing, Premiere: 25. Februar 1966
- 1966: Katharina Henot in Cautio Criminalis von Wolfgang Lohmeyer, Regie: August Everding, Uraufführung: 25. Oktober 1966
- 1966: Sie in La Musica von Marguerite Duras, Regie: Hans Schweikart, Premiere: 28. November 1966

### Theater am Gärtnerplatz, München
- 1950: Anna in Feuerwerk von Erik Charell und Jürg Amstein, Regie: Erik Charell und Franz Josef Wild, Premiere: 16. Mai 1950

### Schauspielhaus Zürich
- 1951: Wölfe und Schafe von Alexander N. Ostrowskij, Regie: Leonard Steckel, Uraufführung: 30. Mai 1951
- 1951: Blanche de la Force in Die begnadete Angst von Georges Bernanos, Regie: Oskar Wälterlin, Uraufführung: 14. Juni 1951
- 1970: Titelrolle in Die Gräfin von Rathenow von Hartmut Lange (nach Kleist), Regie: Edward Rothe, Premiere: 30. Januar 1970

### Theater am Kurfürstendamm, Berlin
- 1954: Julchen in Die Buhlschwester von Ferdinand Bruckner (nach Michael Reinhold Lenz), Regie: Oscar Fritz Schuh, Uraufführung: 23. Dezember 1954

### Salzburger Festspiele
- 1958: Kaiserin Charlotte in Juarez und Maximilian von Franz Werfel, Regie: Ernst Lothar, Premiere: 6. August 1958

### Deutsches Schauspielhaus Hamburg
- 1967: Ruth in Die Heimkehr von Harold Pinter, Regie: Dieter Giesing

### Schauspielhaus Bochum, Tournee
- 1975: Lisbeth in Michael Kohlhaas von James Saunders (nach Kleist), Regie: Günther Gräwert

## Hörspiele (Auswahl)
- 1949: Leonce und Lena nach Georg Büchner (Bearbeitung und Regie: Helmut Brennicke)
- 1949: Flucht in den Frieden nach Jacques Constant (Regie: Walter Ohm)
- 1949: Spanische Hochzeit nach Günther Weisenborn (Regie: Fritz Peter Buch)
- 1949: Schwanenweiß nach August Strindberg (Regie: Helmut Brennicke)
- 1950: Damals in Kongalonga. Ein heiteres Hörspiel. Von Walter Panofsky (Regie: Axel von Ambesser)
- 1951: Die Frau von der Insel Andros nach Thornton Wilder (Bearbeitung: Hellmut von Cube; Regie: Friedrich-Carl Kobbe)
- 1952: Das Lied der Wildgänse von Helmut Habrich (Regie: Heinz-Günter Stamm)
- 1952: Zwei Männer und ein Gentleman von Irwin Shaw (Regie: Walter Ohm)
- 1952: Der letzte König von Helmuth M. Backhaus (Regie: Fritz Benscher)
- 1952: Schweigen um Jeannette (Jeannette) von Oskar Wessel (Regie: Heinz-Günter Stamm)
- 1952: Der Teufel (2 Teile) von Alfred Neumann (Regie: Heinz-Günter Stamm)
- 1952: Die Flasche nach Joachim Ringelnatz (Regie: Fränze Roloff)
- 1952: Das Festbankett von Hellmut von Cube (Regie: Heinz-Günter Stamm)
- 1953: Unsere kleine Stadt nach Thornton Wilder (Bearbeitung und Regie: Karl Peter Biltz)
- 1954: Beatrice und Juana von Günter Eich (Regie: Gert Westphal)
- 1954: Der sterbende Mandarin von Simon Glas (Regie: Theodor Steiner)
- 1954: Die Fortuna läuft aus von Hellmut Kleffel nach Jørgen-Frantz Jacobsen (Regie: Ulrich Lauterbach)
- 1954: Geld oder Leben von Josef Martin Bauer (Regie: Ulrich Lauterbach)
- 1956: Libellenbucht von Oda Schaefer (Regie: Heinz-Günter Stamm)
- 1957: Die Goldquelle nach Alfred Neumann (Regie: Heinz-Günter Stamm)
- 1958: Bernarda Albas Haus. Frauentragödie in spanischen Dörfern. Nach Federico García Lorca (Regie: Walter Ohm)
- 1958: Der Richter von Zalamea  nach Pedro Calderón de la Barca (Regie: Walter Ohm)
- 1958: Juarez und Maximilian nach Franz Werfel (Regie: Ernst Lothar)

Quellen: ARD-Hörspieldatenbank und Ö1-Hörspieldatenbank

## Fernsehfilme
- 1956: Professor Hardew – Regie: Ulrich Lauterbach
- 1957: Der trojanische Krieg findet nicht statt – Regie: Gustav Rudolf Sellner
- 1957: Wir sind mitten in der Operation – Regie: Fritz Schröder-Jahn
- 1967: Der Panama-Skandal – Regie: Paul Verhoeven
- 1967: Das Attentat – L.D. Trotzki – Regie: August Everding
- 1974: Der hessische Tartüff – Regie: Gedeon Kovács
- 1978: Grüß Gott, ich komm von drüben – Regie: Tom Toelle
- 1979: Theodor Chindler (Teile 3 und 4) – Regie: Hans W. Geißendörfer
- 1979: Meister Timpe (2 Teile) – Regie: Hartmut Griesmayr
- 1984: Die Krimistunde (Folge 11; Episode: Der Zeitungsausschnitt) – Regie: Hartmut Griesmayr

## Hörbücher
- 1995: Arthur Schnitzler: Die Hirtenflöte. Eine Liebesnovelle erzählt von Ernie Wilhelmi und Jan Koester
- 1996: »Ich war, ich bin, ich werde sein« – Rosa Luxemburg: Briefe an Freunde. Ausgewählt und gesprochen von Ernie Wilhelmi